# ضراس السفلى (إب)
ضراس السفلى هي إحدى قرى الجمهورية اليمنية. تتبع جغرافيا لمحافظة إب وإداريًا لمديرية السياني.أكبر قريه في مديرية السياني يبلغ تعداد سكانها 4197 نسمة حسب الإحصاء الذي أجري عام 2004.يوجد فيها مدرسة ضراس تم بنائها في زمان صلاح الدين الايوبي.
يوجد بها ٩ مساجد وتقام الجمعة في ٦ مساجد،كما يوجد بها مجمع تعليمي للبنين وآخر للبنات